# Гамаков, Милен
Милен Георгиев Гамаков (болг. Милен Георгиев Гамаков; 12 апреля 1994, Бургас, Болгария) — болгарский футболист, полузащитник.

## Карьера
Летом 2018 года стал игроком болгарского клуба «Славия» София. Сыграл 4 матча в Лиге Европы.
В начале 2021 года перешёл в литовский клуб «Жальгирис». Сыграл 6 матчей в еврокубках.
В начале 2022 года подписал контракт с казахстанским клубом «Тараз».

## Достижения
«Жальгирис»
- Чемпион Литвы: 2021
- Обладатель Кубка Литвы: 2021

## Клубная статистика
| Игровая карьера | Игровая карьера | Игровая карьера | Лига | Лига | Кубок | Кубок | Межд. | Межд. | Др. | Др. |
| --------------- | --------------- | --------------- | ---- | ---- | ----- | ----- | ----- | ----- | --- | --- |
| 2018/19         | Славия          | А               | 29   | 0    | 2     | 0     | 3     | 0     | 1   | 0   |
| 2019/20         | Славия          | А               | 29   | 0    | 1     | 0     | —     | —     | —   | —   |
| 2020/21         | Славия          | А               | 13   | 0    | 1     | 0     | 1     | 0     | —   | —   |
| 2021            | Жальгирис       | А               | 20   | 1    | 3     | 0     | 6     | 0     | 1   | 0   |
| 2022            | Тараз           | А               | 22   | 1    | 4     | 0     | —     | —     | —   | —   |